# Trigny
Cet article possède des paronymes, voir Trugny et Treigny.
Trigny est une commune française située dans le département de la Marne en région Grand Est.
Elle est traversée par la route touristique du Champagne ainsi que par la Vesle et fait partie du massif de Saint Thierry.

## Géographie

### Localisation
Trigny se trouve au nord-ouest du département de la Marne, en région Grand Est. La commune appartient à la région agricole du Tardenois.
La commune de Trigny s'étend sur une superficie de 1 221 hectares, entre le Massif de Saint-Thierry et la vallée de la Vesle.
Par la route, Trigny se situe à 61 km de Châlons-en-Champagne, préfecture du département, à 15 km de Reims, sous-préfecture, et à 20 km de Fismes, bureau centralisateur du canton de Fismes-Montagne de Reims dont dépend Trigny depuis 2015. La commune fait en outre partie du bassin de vie de Reims.
Trigny est limitrophe de 6 communes :
| Pévy     | Hermonville |                   |
| Prouilly | Trigny      | Chenay            |
|          | Muizon      | Châlons-sur-Vesle |

### Géologie et relief
Sur son territoire, l'altitude varie de 68 à 215 mètres.
L'altitude atteint son minium dans les marais du sud de la commune, le long de la Vesle, rivière qui fait office de frontière entre Trigny et Muizon. Au nord, le relief est marqué par le Massif de Saint-Thierry. Le village de Trigny est dominé par deux de ses sommets, au  nord-ouest, le Mont Die (211 m) et la Montagne (215 m).
Jusqu'au milieu du XXe siècle, il existait à la sortie de la commune sur la route d'Hermonville des champignonnières creusées qui s'enfonçaient dans le sol.

### Hydrographie

#### Réseau hydrographique
La commune est dans la région hydrographique « la Seine du confluent de l'Oise (inclus) à l'embouchure » au sein du bassin Seine-Normandie. Elle est drainée par la Vesle et le Cochot,.
La Vesle, d'une longueur de 139 km, prend sa source dans la commune de Somme-Vesle et se jette  dans l'Aisne à Ciry-Salsogne, après avoir traversé 52 communes.

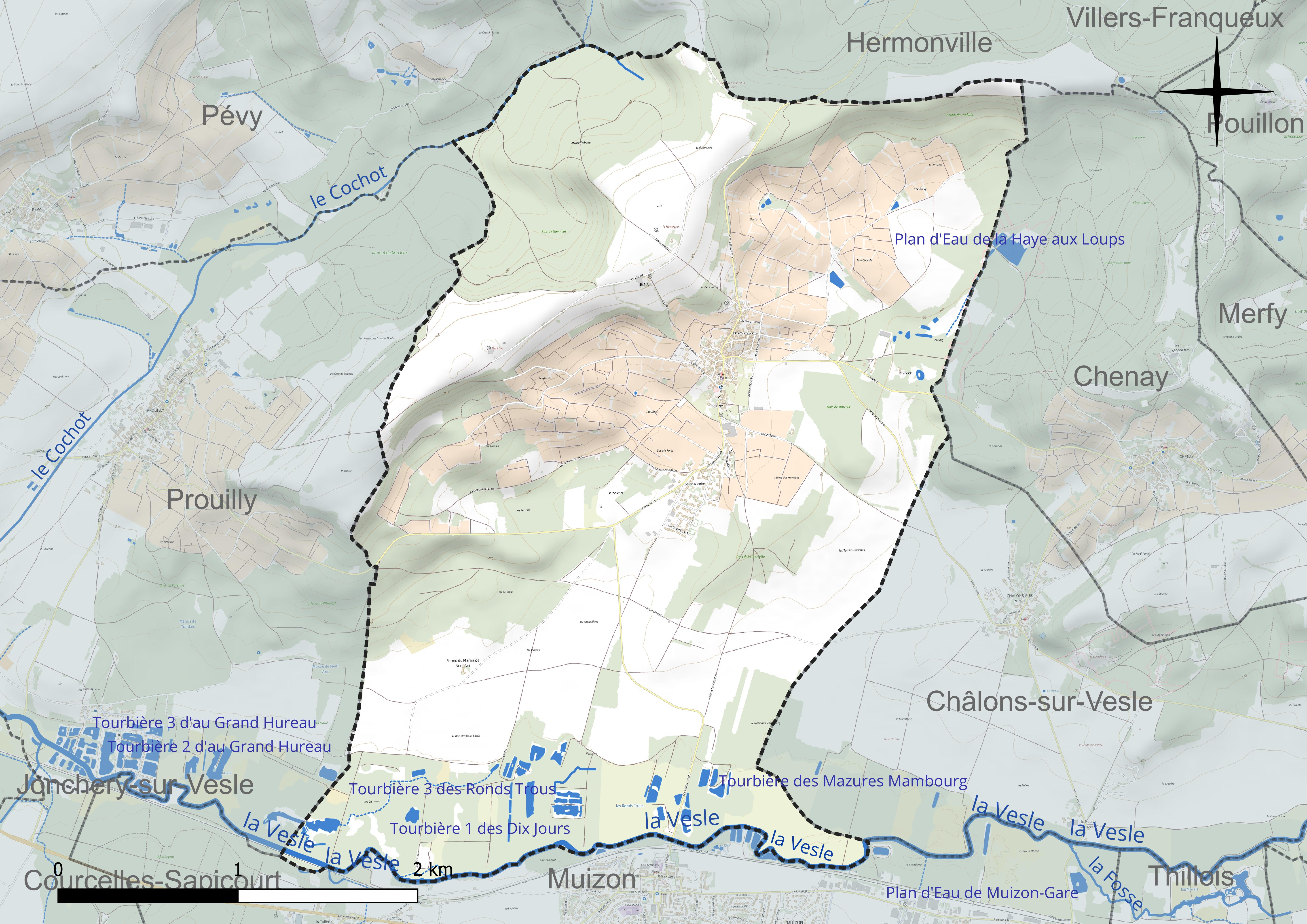
Réseau hydrographique de Trigny.

Six plans d'eau complètent le réseau hydrographique : la tourbière 1 des Dix Jours (0,5 ha), la tourbière 1 des Grands Marais (1 ha), la tourbière 1 des Ronds Trous (0,8 ha), la tourbière 2 des Ronds Trous (1,4 ha), la tourbière 3 des Ronds Trous (0,8 ha) et la tourbière des Mazures Mambourg (0,6 ha),.

#### Gestion et qualité des eaux
Le territoire communal est couvert par le schéma d'aménagement et de gestion des eaux (SAGE) « Aisne Vesle Suippe ». Ce document de planification, dont le territoire s’étend sur 3 096 km2 répartis sur trois départements (Aisne, Marne et Ardennes) et deux régions (Champagne-Ardenne et Picardie), a été approuvé le 16 décembre 2013. La structure porteuse de l'élaboration et de la mise en œuvre est le Syndicat d’aménagement des bassins Aisne Vesle Suippe (SIABAVES).
La qualité des cours d’eau peut être consultée sur un site dédié géré par les agences de l’eau et l’Agence française pour la biodiversité.

### Climat
Pour des articles plus généraux, voir Climat du Grand Est et Climat de la Marne.
En 2010, le climat de la commune est de type climat océanique dégradé des plaines du Centre et du Nord, selon une étude du Centre national de la recherche scientifique s'appuyant sur une série de données couvrant la période 1971-2000. En 2020, Météo-France publie une typologie des climats de la France métropolitaine dans laquelle la commune est exposée à un climat océanique altéré et est dans la région climatique Nord-est du bassin Parisien, caractérisée par un ensoleillement médiocre, une pluviométrie moyenne régulièrement répartie au cours de l’année et un hiver froid (3 °C).
Pour la période 1971-2000, la température annuelle moyenne est de 10,4 °C, avec une amplitude thermique annuelle de 15,8 °C. Le cumul annuel moyen de précipitations est de 749 mm, avec 12,2 jours de précipitations en janvier et 8,7 jours en juillet. Pour la période 1991-2020, la température moyenne annuelle observée sur la station météorologique de Météo-France la plus proche, « Chambrecy-Civc », sur la commune de Chambrecy à 14 km à vol d'oiseau, est de 10,7 °C et le cumul annuel moyen de précipitations est de 734,0 mm. 
La température maximale relevée sur cette station est de 40,3 °C, atteinte le 25 juillet 2019 ; la température minimale est de −22,1 °C, atteinte le 17 janvier 1985,,.
Les paramètres climatiques de la commune ont été estimés pour le milieu du siècle (2041-2070) selon différents scénarios d'émission de gaz à effet de serre à partir des nouvelles projections climatiques de référence DRIAS-2020. Ils sont consultables sur un site dédié publié par Météo-France en novembre 2022.

### Milieux naturels et biodiversité
Le site des tourbières dites du Vivier est classé en Zone naturelle d'intérêt écologique, faunistique et floristique (ZNIEFF).

## Urbanisme

### Typologie
Au 1er janvier 2024, Trigny est catégorisée commune rurale à habitat dispersé, selon la nouvelle grille communale de densité à sept niveaux définie par l'Insee en 2022.
Elle est située hors unité urbaine. Par ailleurs la commune fait partie de l'aire d'attraction de Reims, dont elle est une commune de la couronne,. Cette aire, qui regroupe 294 communes, est catégorisée dans les aires de 200 000 à moins de 700 000 habitants,.

### Occupation des sols
L'occupation des sols de la commune, telle qu'elle ressort de la base de données européenne d’occupation biophysique des sols Corine Land Cover (CLC), est marquée par l'importance des territoires agricoles (49,5 % en 2018), une proportion sensiblement équivalente à celle de 1990 (48,9 %). La répartition détaillée en 2018 est la suivante : 
forêts (44,9 %), terres arables (31,6 %), cultures permanentes (17,9 %), milieux à végétation arbustive et/ou herbacée (3,5 %), zones urbanisées (2,1 %). L'évolution de l’occupation des sols de la commune et de ses infrastructures peut être observée sur les différentes représentations cartographiques du territoire : la carte de Cassini (XVIIIe siècle), la carte d'état-major (1820-1866) et les cartes ou photos aériennes de l'IGN pour la période actuelle (1950 à aujourd'hui).

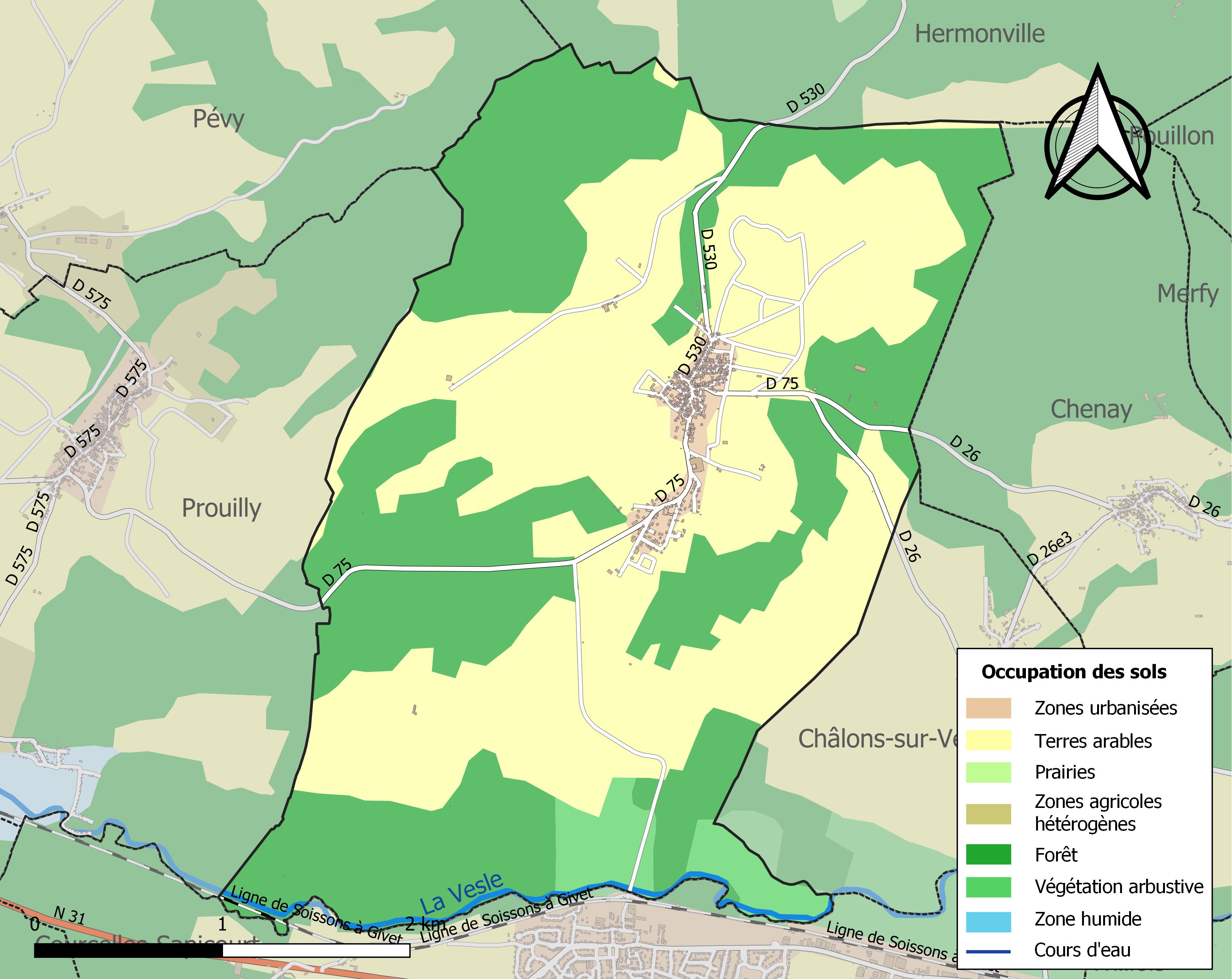
Carte des infrastructures et de l'occupation des sols de la commune en 2018 (CLC).

## Toponymie
Le nom de la localité est attesté sous les formes Triniacum (1100) ; Trigniacum (1125) ; Trigneium (1146) ; Tiriniacum (1147) ; Villa que dicitur Tiriniachus (1149) ; Trinniacum (1178) ; Trigneyum (1236) ; Trigni (1239) ; Truni (1234-1243) ; Trugny (fin du XIIIe siècle) ; Trygny (1515).

## Histoire
L'histoire et le développement primitif de la commune est lié à l'abbaye de Saint-Thierry. Charles II le Chauve  fit donation à l'abbaye de la terre de Marzella qui donna naissance au village de Trigny.
Le village fut occupé par les Normands pendant 36 ans jusqu'en 922. C'est une charte de Lothaire qui confirme en 963 la propriété des moines sur le village qui s'appelle alors Trigny. Les moines défrichent les terres environnantes et y implantent de la vigne. Les terres appartiennent alors pour partie aux moines, aux habitants et au seigneur de Roucy. Ce dernier tente d'accaparer de nouvelles terres ce qui suscite la révolte des habitants. Cependant le comte de Roucy ayant des forces supérieures pille les moines et les habitants. La paix revint en 1129.
Dès l’année 1142, les villageois ayant échappé au pouvoir des comtes de Roucy, cherchent aussi à se dégager de la tutelle de l'abbaye de Saint-Thierry et surtout des impôts y afférents. Les moines s’empressèrent de réclamer l’intervention des évêques suzerains qui légitimèrent les anciennes prescriptions. Lorsque le seigneur de Trigny, Ebalus, choisit de partir en croisade, il vendit la vicomté à l’abbé Aldric. À partir de cette époque, les religieux ne laissèrent plus passer une occasion d’augmenter leurs propriétés. Les démêlés entre la population de Trigny et l’abbaye se multiplièrent au fil des siècles, entrecoupés par quelques périodes d’entente cordiale. Ils ne cessèrent que lorsque Trigny vit disparaître sans retour les religieux, sous la Révolution.
Au XIIIe siècle l'abbaye Saint-Thierry possédait une carrière, au lieu-dit la Maldenrée, qui servit à la construction de Saint-Nicaise à Reims et à la nouvelle église de l'abbaye de Saint-Thierry.
En 1686, le premier maître d'école de Trigny est Simon Leroy. Il est nommé échevin (maire) en 1688.
En 1755, l'arpenteur Pierre Vilain dresse le premier plan cadastral de Trigny,.
Après la Révolution française, le curé de Trigny fut l'abbé Seraine de 1808 à 1817.
Lors de la Première Guerre mondiale, Trigny n'est qu'à quelques kilomètres seulement de la ligne de front. Ce village n'a malheureusement pas été épargné par les bombardements d'obus comme de torpilles. L'enjeu militaire est la gare de Muizon terminal ferroviaire qui servait à l'approvisionnement du front français. Le site de Trigny est affecté aussi au "triage" des blessés récupérés sur le front avant leur envoi sur les hôpitaux de l'arrière . Le 1er avril 1918 un avion allemand est abattu au-dessus du village. Il cherchait à abattre un aérostat d'observation stationné au-dessus du lieu-dit les Mézières. Le cimetière comporte un carré militaire français pour les soldats tombés au combat lors de la Première Guerre mondiale dont une tombe de soldat inconnu. Trigny fut décoré de la croix de guerre 1914-1918[réf. nécessaire].
Juste après la Seconde Guerre mondiale, un radar est construit sur le plateau de Bel Air en relation avec la base aérienne de Courcy. Il est encore aujourd'hui en place et sert de remise agricole.
La commune possède alors encore de nombreux commerces (Épicerie Goulet Turpin, une boucherie, etc.) qui vont disparaître progressivement au début de la seconde moitié du XXe siècle.
Après la Seconde Guerre mondiale, la paroisse englobe aussi les villages de Muizon et de Châlons-sur-Vesle[réf. nécessaire].

## Politique et administration

### Rattachements administratifs et électoraux
La commune se trouve dans l'arrondissement de Reims du département de la Marne. Pour l'élection des députés, elle fait partie depuis 2010 de la deuxième circonscription de la Marne.
Elle faisait partie depuis 1801 du canton de Fismes. Dans le cadre du redécoupage cantonal de 2014 en France, la commune est intégrée au canton de Fismes-Montagne de Reims.

### Intercommunalité
La commune était membre de la Communauté de communes Champagne Vesle, qui avait succédé au district rural de Gueux créé en 1973 et dont la commune faisait déjà partie.
Dans le cadre des dispositions de la loi portant nouvelle organisation territoriale de la République du 7 août 2015, qui prévoit que les établissements publics de coopération intercommunale (EPCI) à fiscalité propre doivent avoir un minimum de 15 000 habitants, cette intercommunalité fusionne le 1er janvier 2017 avec ses voisines pour former la communauté urbaine dénommée Grand Reims, dont est désormais membre la commune.

## Démographie
L'évolution du nombre d'habitants est connue à travers les recensements de la population effectués dans la commune depuis 1793. Pour les communes de moins de 10 000 habitants, une enquête de recensement portant sur toute la population est réalisée tous les cinq ans, les populations de référence des années intermédiaires étant quant à elles estimées par interpolation ou extrapolation. Pour la commune, le premier recensement exhaustif entrant dans le cadre du nouveau dispositif a été réalisé en 2006.

En 2022, la commune comptait 613 habitants, en évolution de +13,31 % par rapport à 2016 (Marne : −1,19 %, France hors Mayotte : +2,11 %).
| 1793 | 1800 | 1806 | 1821 | 1831 | 1836 | 1841 | 1846 | 1851 |
| ---- | ---- | ---- | ---- | ---- | ---- | ---- | ---- | ---- |
| 773  | 666  | 713  | 729  | 719  | 709  | 739  | 732  | 706  |

| 1856 | 1861 | 1866 | 1872 | 1876 | 1881 | 1886 | 1891 | 1896 |
| ---- | ---- | ---- | ---- | ---- | ---- | ---- | ---- | ---- |
| 729  | 780  | 766  | 759  | 759  | 727  | 700  | 723  | 700  |

| 1901 | 1906 | 1911 | 1921 | 1926 | 1931 | 1936 | 1946 | 1954 |
| ---- | ---- | ---- | ---- | ---- | ---- | ---- | ---- | ---- |
| 627  | 613  | 561  | 543  | 506  | 483  | 490  | 466  | 447  |

| 1962 | 1968 | 1975 | 1982 | 1990 | 1999 | 2006 | 2011 | 2016 |
| ---- | ---- | ---- | ---- | ---- | ---- | ---- | ---- | ---- |
| 455  | 494  | 460  | 502  | 545  | 527  | 537  | 529  | 541  |

| 2021 | 2022 | - | - | - | - | - | - | - |
| ---- | ---- | - | - | - | - | - | - | - |
| 589  | 613  | - | - | - | - | - | - | - |

## Économie

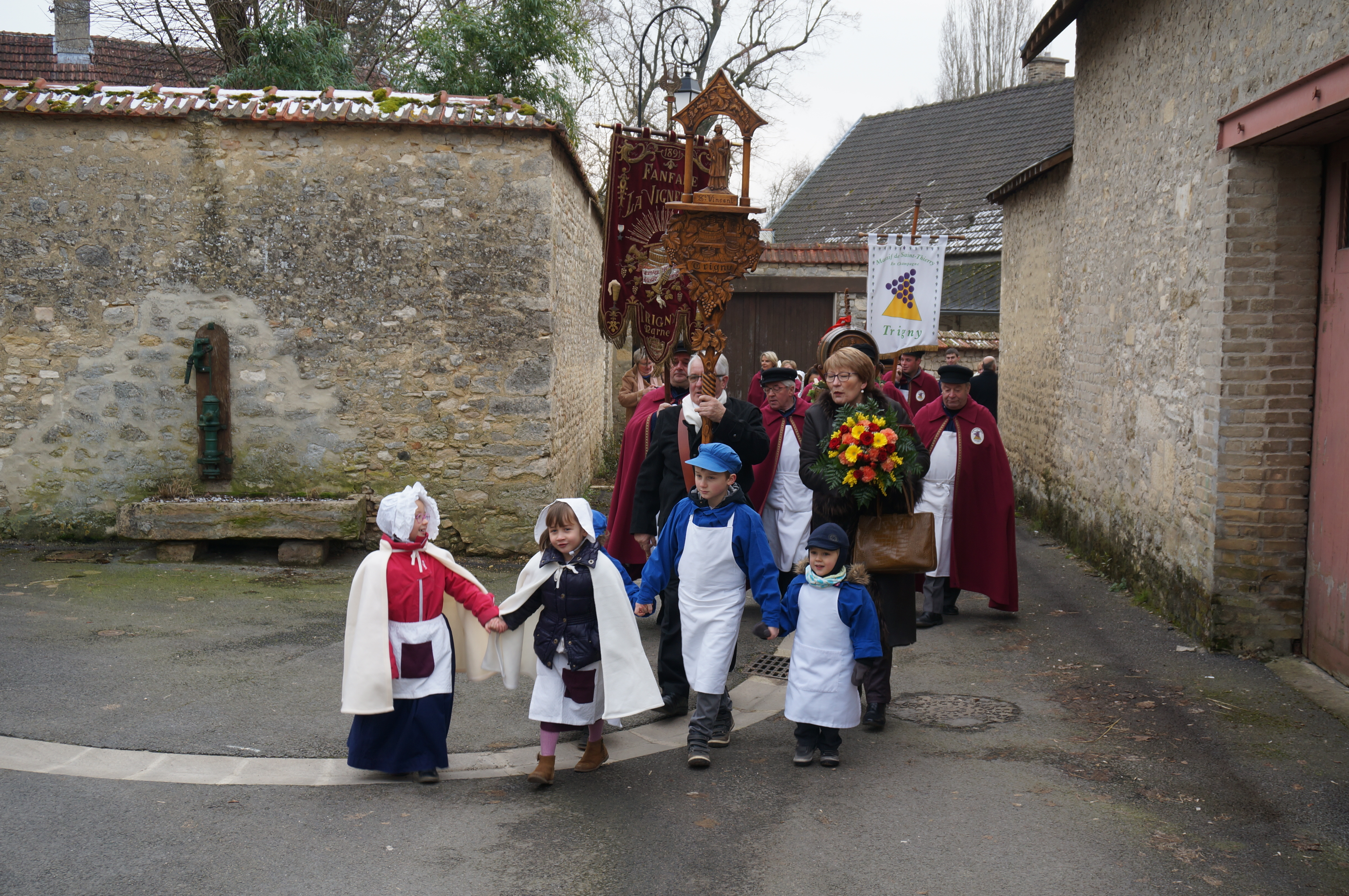
Fête de la Saint-Vincent à Trigny.

### Commerces et services
- Bar-tabac et restaurant
- Boulangerie
- Poste.

### Viticulture
L'activité économique de la commune est principalement viticole. Elle possède une coopérative construite dans les années 1950.

## Culture locale et patrimoine

### Lieux et monuments
L'église Saint-Théodulphe

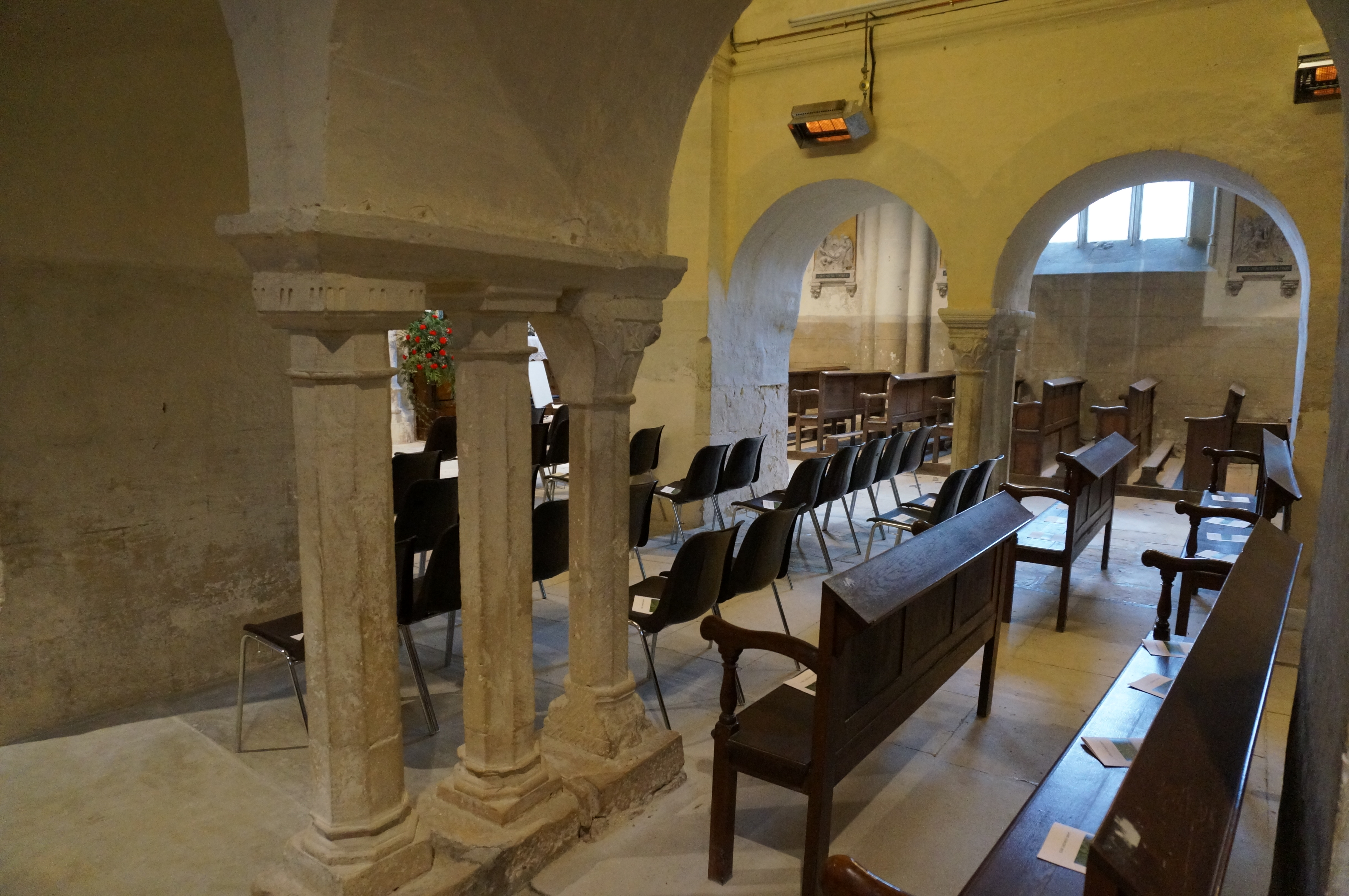
Église Saint-Théodulphe (Trigny) triade de piliers.

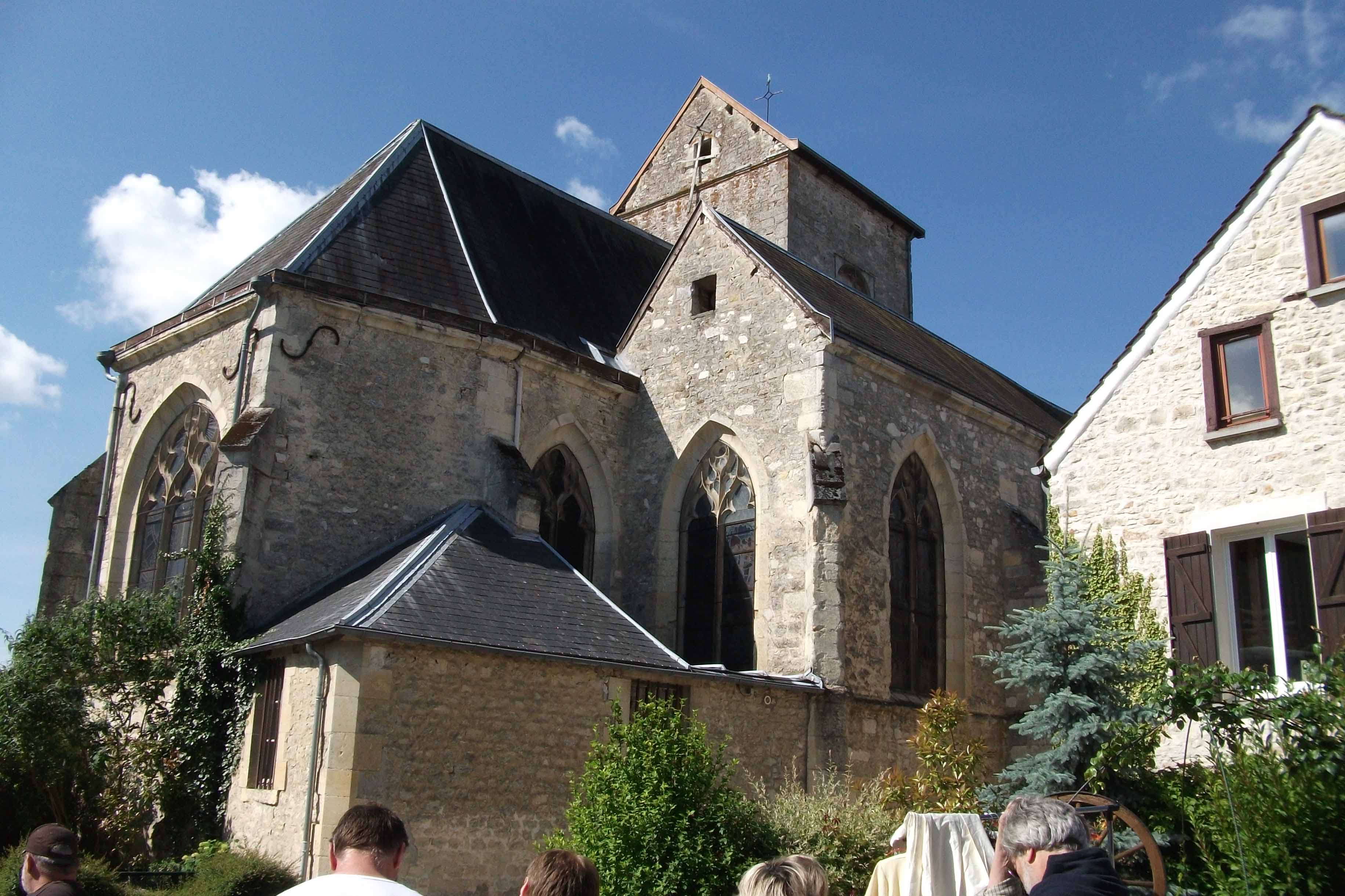
Église de Trigny et ancien presbytère.

L'église est un bâtiment ancien avec une partie romane, le chœur et les transepts gothiques. Elle est dédiée à saint Théodulphe (755-820). Le clocher roman à bâtière du XIIe siècle est percé au sud et au nord de baie en plein cintre géminée d'une colonne. La nef est bordée de deux collatérales, dans l'axe la baie du chœur est de gothique flamboyant. La nef a été raccourcie en 1880 pour refaire le portail occidental. On accède à l'église par une porte latérale en relation avec la maison curiale. Le chœur est une œuvre de fin XVe ou début XVIe siècle. La nef comporte un ensemble curieux de trois colonnes avec chacun un chapiteau de style différent. Les vitraux les plus anciens sont du XIXe siècle, c'est celui dédié à Théodulf d'Orléans et représente quatre scènes de la vie du saint. Il faut aussi prêter attention aux fonts baptismaux dont le cannelage rappelle la coquille St Jacques . Elle comporte aussi une tribune en fond de nef.
Le mobilier :
- trois tableaux de Nicolas Perseval : une descente de croix (d'après Van Mol), une résurrection ainsi qu'une nativité du XIXe siècle (base Mérimée - ministère de la culture)
- Une statue de Joseph portant Jésus enfant du XVIIIe siècle,
- Une Mise au tombeau sur bois peint du XVIe siècle,

Les trois vitraux au-dessus de l'autel dédiés à la Vierge Marie avec notamment dans celui de droite une représentation de saint Jean Marie Vianney (le curé d'Ars) sont l'œuvre de l'atelier Simon, verriers rémois réputés et sont datés de peu avant la Première Guerre mondiale (1910 ?) .
Les deux cloches actuelles datent de 1816 et remplaçaient les trois précédentes. La plus grosse se nomme Louise et la seconde Émilie et furent fondus par A. Antoine et F. Loiseau.
Le presbytère

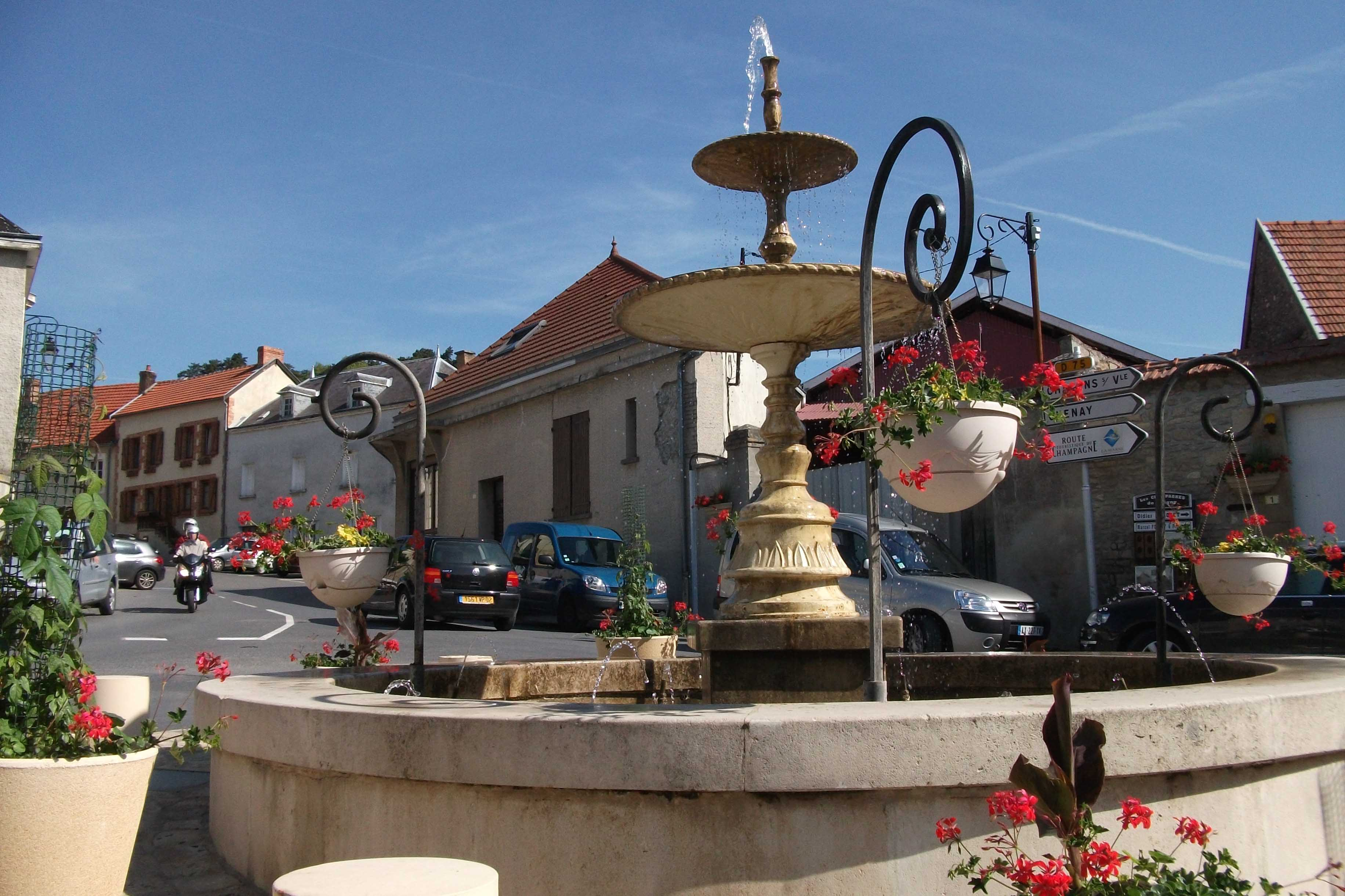
fontaine et place de Trigny.

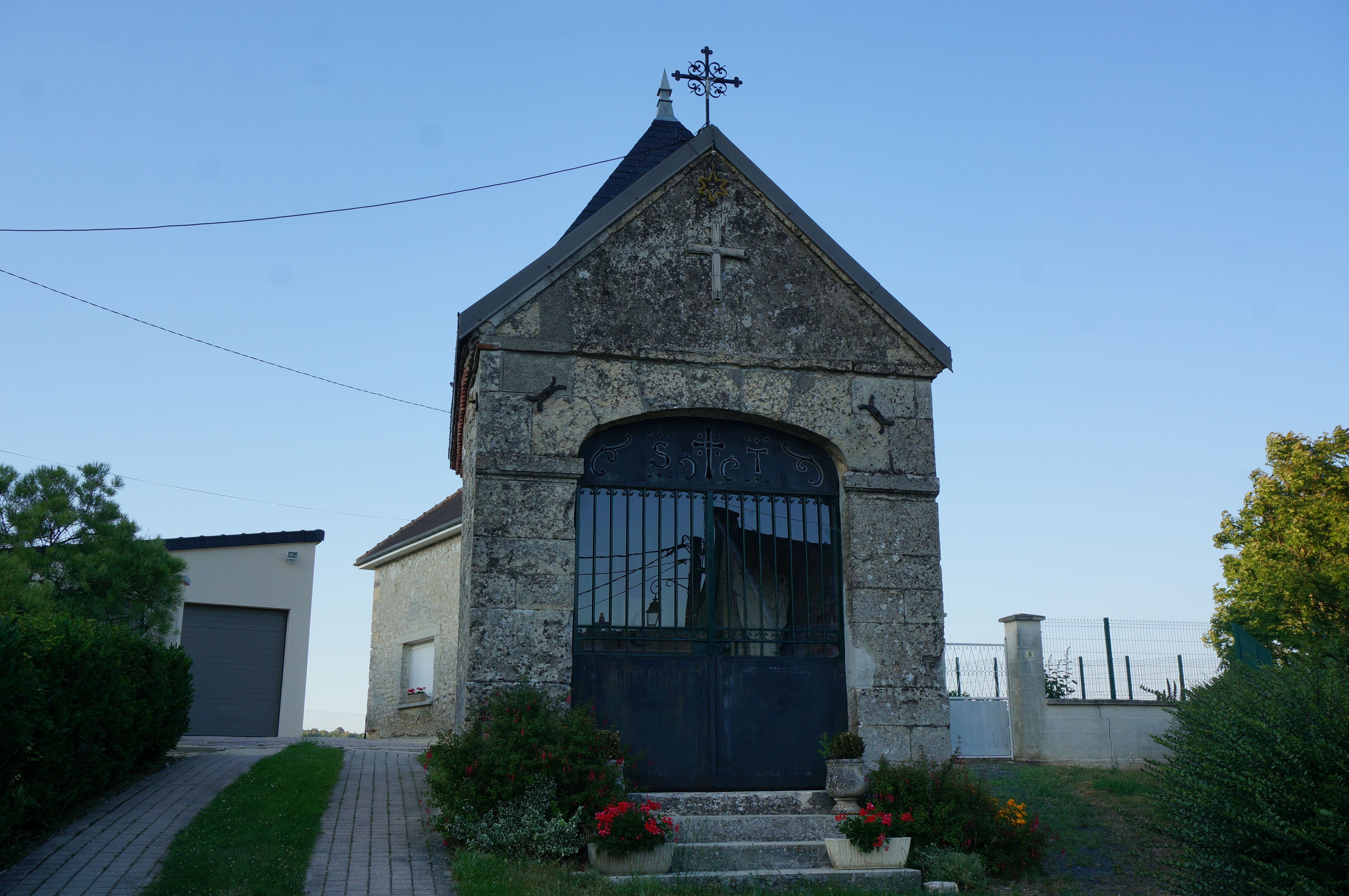
Trigny - Chapelle Saint-Théodulphe.

Près de l'église dont le porche est tourné vers l'ancien emprise des moines, est l'ancien presbytère, demeure curiale avant la révolution et occupé par l'abbé M. Geoffroy (curé avant la Révolution). Il en devient propriétaire de l'ancienne et à son départ, il le vendit à Liance habitant Trigny. En 1803, la commune rachète l'ancienne maison curiale pour en faire une école. Au XXe siècle l'école redevient presbytère avant de recouvrer sa vocation d'école après de départ du dernier curé résident, l'abbé Marcel Pata nommé en 1968 curé de Cormicy. Devant le presbytère était l'ancienne remise à pompe pour la lutte contre l'incendie et qui a été détruite. Sur le devant, une fontaine qui a été légèrement déplacée. Sur l'ancienne porte d'accès au presbytère, une fresque due à M. Blin rappelle le jardin du curé et la passion de l'abbé Pata pour la cueillette des champignons et le ramassage des escargots.
La chapelle
La chapelle située en haut du village domine la voie principale sur la route antique qui allait de la vallée de l'Aisne à la Vallée de Vesle à mi-pente du massif de Saint-Thierry via Cormicy, Cauroy-les-Hermonville et Hermonville. Comme l'église elle est aussi dédiée à saint Théodulphe. Elle a été érigée vers 1800 sur un tumulus qui devait être un ancien cimetière.
Le mur des moines
Il s'agit des restes de l'ancien mur d'enceinte des bâtiments des moines et qui donne sur les vignes.
La fontaine
La fontaine qui est au devant de l'entrée de l'église a été déplacée. Elle était autrefois couverte et enchâssée dans le mur de soutènement du cimetière qui s'étendait autour de l'église. Elle était devant le bâtiment de remise de la pompe municipale servant à la lutte contre l'incendie. Elle servait entre autres à l'approvisionnement de la citerne de la pompe avant son départ au feu. Elle a été déplacée lors de la destruction de la remise de l'aménagement de la placette devant l'ancien presbytère lorsqu'il fit transformé en école. Cette fontaine était à l'époque couverte.
Il existe aussi une agréable fontaine avec un bassin au centre du village qui évoque l'ancienne fontaine publique de la place de la halle qui avait été détruite.
La croix de mission
À l'angle des routes de Châlons-sur-Vesle et de Chenay a été édifiée une imposante croix en bois lors d'une "mission" dans les années 1950.

### Personnalités liées à la commune
- Mgr Maurice Landrieux, évêque de Dijon, né à Trigny, en 1857.
- Abbé Jean Vincent Genet - aumônier du Sacré-Cœur à Charleville, né aux Mazures le 7 novembre 1817, décédé à Charleville le 2 avril 1886. Après avoir été pendant une année sous-directeur à la maîtrise de la cathédrale, il fut nommé, au lendemain de son ordination à la prêtrise (1841) curé de Trigny ; il s’y fit aimer par sa simplicité et son dévouement et transforma sa modeste église. Onze ans après, Mgr Gousset lui confia la paroisse de Tagnon, où il renouvela les mêmes œuvres de zèle. Sa santé étant épuisée, le cardinal plaça M. Genet comme précepteur chez M. le comte de Villegos, en Belgique. En 1870, il put revenir dans le diocèse et devint aumônier du Sacré-Cœur, à Charleville ; là, il s’appliqua à l’instruction religieuse des jeunes filles des principales familles des Ardennes. En 1876, Mgr Langénieux le nomma chanoine honoraire de la Métropole. M. Genet était un homme d’études ; trois fois, l’Académie de Reims le couronna pour de remarquables travaux : l’Histoire de Trigny, celle des Mazures, et une très consciencieuse étude sur MM. de Pouilly, de Burigny et de Champeaux, ouvrages des plus intéressants au point de vue de l’histoire locale. Source : AMB 1887.
- Jacques Edmond Arnould dit Arnould-Baltard (1821-1893) s'installe à Trigny, au Viviers dans une maison qu'il fait construire par Victor Baltard, son beau-père, en 1855-56.
- Louis Arnould, fils du précédent. Il est né le 7 août 1864 à Trigny et décédé le 9 novembre 1949 à Champmarin (commune d’Aubigné-Racan dans la Sarthe). La famille vient souvent dans sa propriété du Viviers à Trigny. Il fut professeur de littérature française à la Faculté des lettres dont il est l’une des grandes figures de la fin du XIXe siècle et du début du XXe. Parallèlement à sa carrière universitaire, il consacra presque 50 ans de sa vie à faire connaître l'œuvre de Larnay  .
- Famille Martin (Guerlin-Martin) apparentée aux libraires rémois Guerlin-Martin et à l'abbé Jean-Marie Guerlin, ancien curé de la cathédrale de Reims de 1995 à 2011.
- Famille Germain[pourquoi ?].
- Bernard Fouqueray, architecte rémois[pourquoi ?].

### Héraldique
| Blason de Trigny | Blason  | D'argent au pairle composé de deux jumelles potencées et contre-potencées d'azur l'intervalle remplit d'or, chargé en cœur d'une feuille de vigne renversée du même, accompagné en chef de trois flammes de gueules mal ordonnées, à dextre de trois épis de blé empoignés d'or, à senestre de trois grappes de raisins mal ordonnées celle du chef et celle de dextre d'azur, celle de senestre d'or; au comble formé de deux jumelles potencées et contre-potencées d'azur, l'intervalle rempli d'or. |
| Blason de Trigny | Détails | Le statut officiel du blason reste à déterminer. |

### Tourisme
Balades

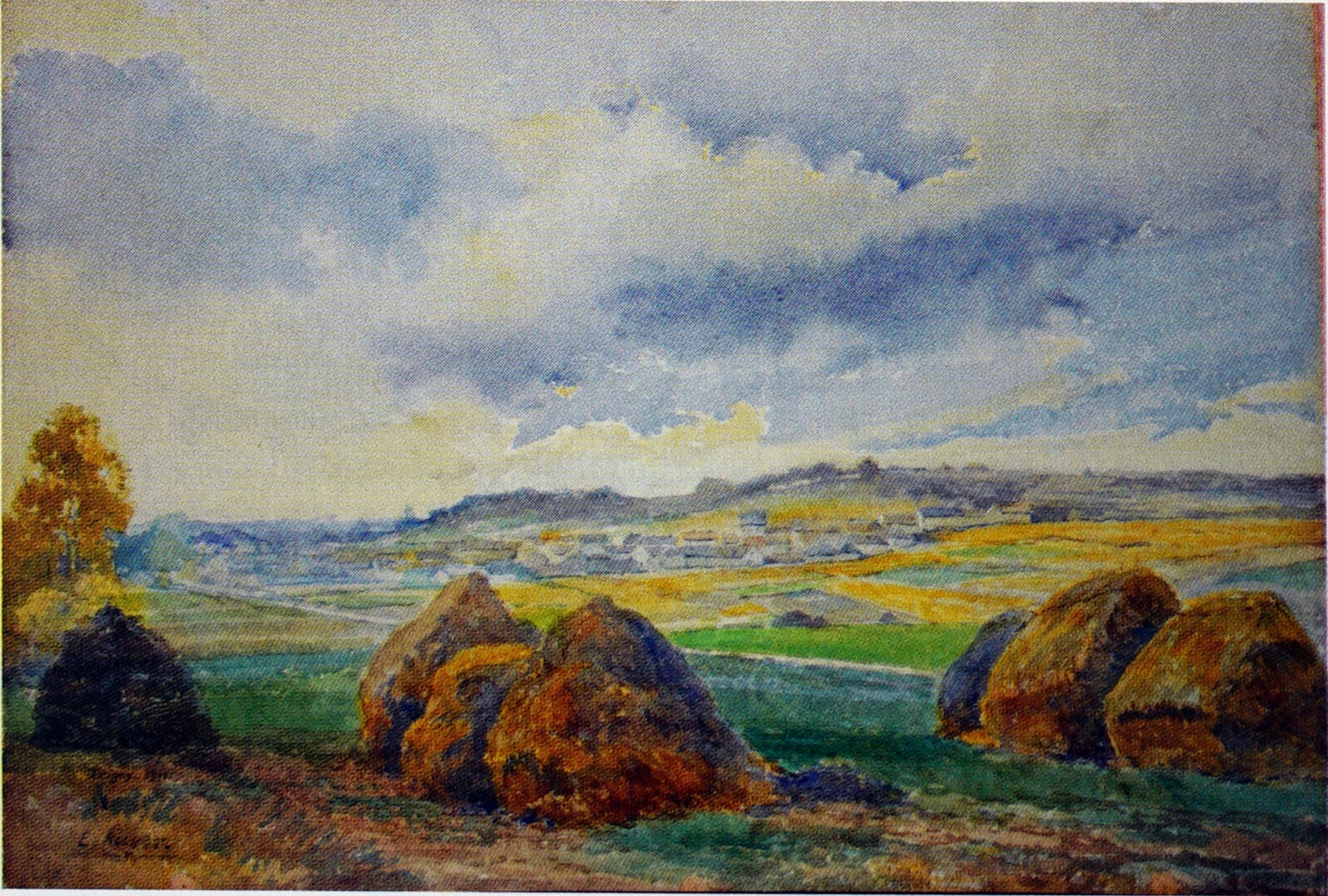
Vue de Trigny par Eugène Auger, Musée-hôtel Le Vergeur.

- Deux randonnées pédestres du Massif de Saint-Thierry.
- Proximité des sablières de Chenay et de Châlons-sur-Vesle.
- Panorama sur Reims et la vallée de la Vesle à l'ancien radar d'aviation surplombant la commune près de la ferme de Bel Air).
- Étangs.

Centre équestre
Centre équestre du Vivier - chevaux et poneys.

## Cultes

### Culte catholique
Trigny fait partie de la paroisse du Mont d'Hor avec 10 autres communes.
Curé[Quand ?] : le père Cyril Goglin.